# Saint-André-les-Alpes
Saint-André-les-Alpes (provansalsko Sant-Andrièu) je naselje in občina v jugovzhodnem francoskem departmaju Alpes-de-Haute-Provence regije Provansa-Alpe-Azurna obala. Leta 2006 je naselje imelo 912 prebivalcev.

## Geografija
Kraj leži v pokrajini Visoki Provansi ob reki Verdon in njenem pritoku Issole, na severnem robu jezera Lac de Castillon, 40 km jugovzhodno od središča departmaja Digne-les-Bainsa.

## Administracija
Saint-André-les-Alpes je sedež istoimenskega kantona, v katerega so poleg njegove vključene še občine
Allons, Angles, Lambruisse, Moriez in La Mure-Argens s 1.672 prebivalci.
Kanton je sestavni del okrožja Castellane.

## Zgodovina
Ime naselja se prvikrat omenja okoli leta 1200 v obliki Sant Andrea, ustanovljen s strani prebivalcev bližnjega Méouillesa.
V začetku 19. stoletja je bilo občini priključeno ozemlje Troinsa, leta 1837 pa še občina Méouilles, pri čemer se je Saint-André preimenovala v Saint-André-de-Méouilles. Sedanje ime je občina dobila leta 1927, leta 1966 ji je bilo priključeno še ozemlje ukinjene občine Courchons.

## Zanimivosti
- župnijska cerkev sv. Andreja, zgrajena sredi 19. stoletja,
- mostova Pont Saint-Julien, stari (potopljen) iz druge polovice 17. stoletja, novi iz leta 1947,
- jezero Lac de Castillon južno od naselja, nastalo po zgraditvi jezu (1929-1948).

## Pobratena mesta
- Villetta Barrea (Abruzzo, Italija);